# Waltoren (vestingwerk)

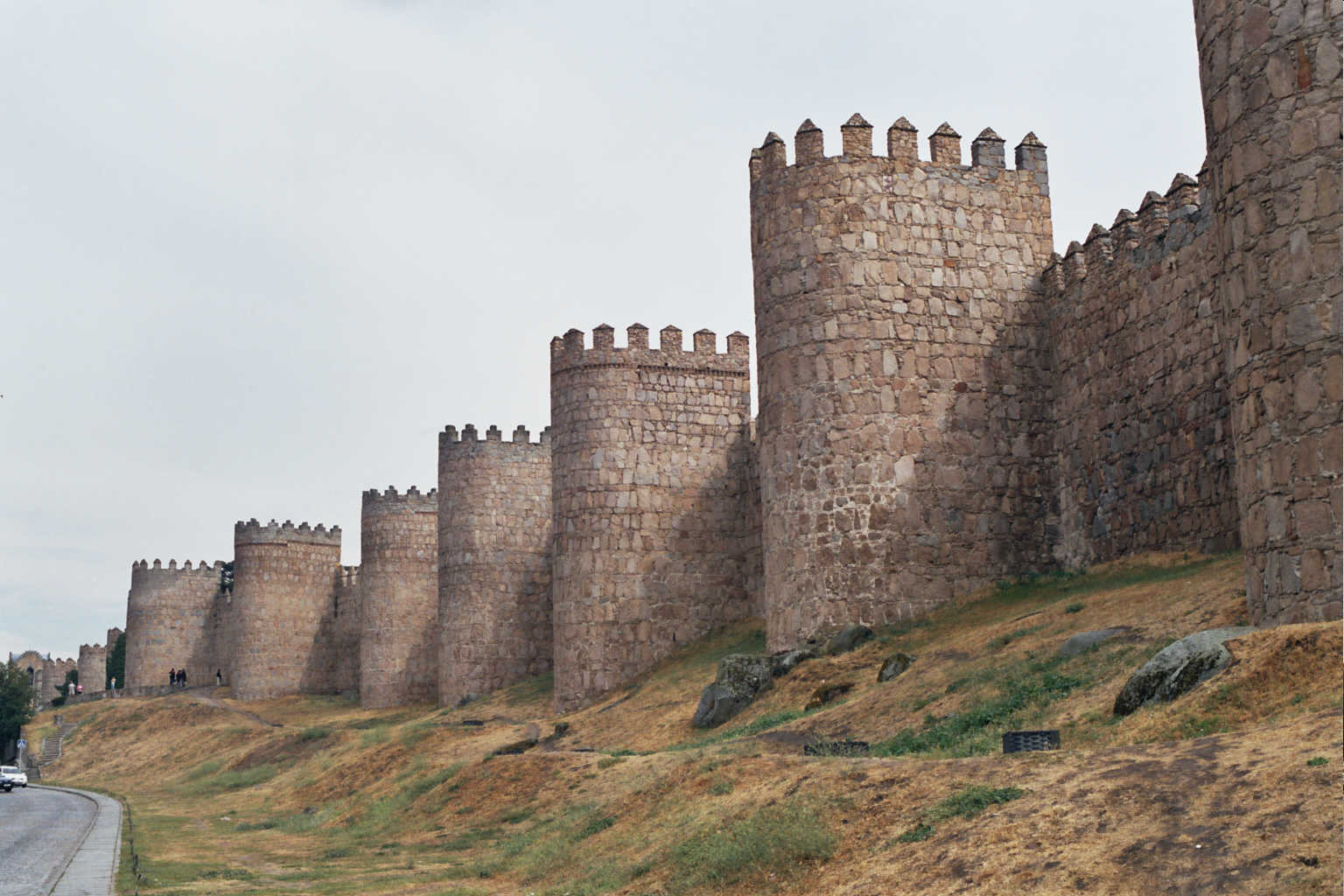
Waltorens in de vestingmuur van Ávila (Spanje)

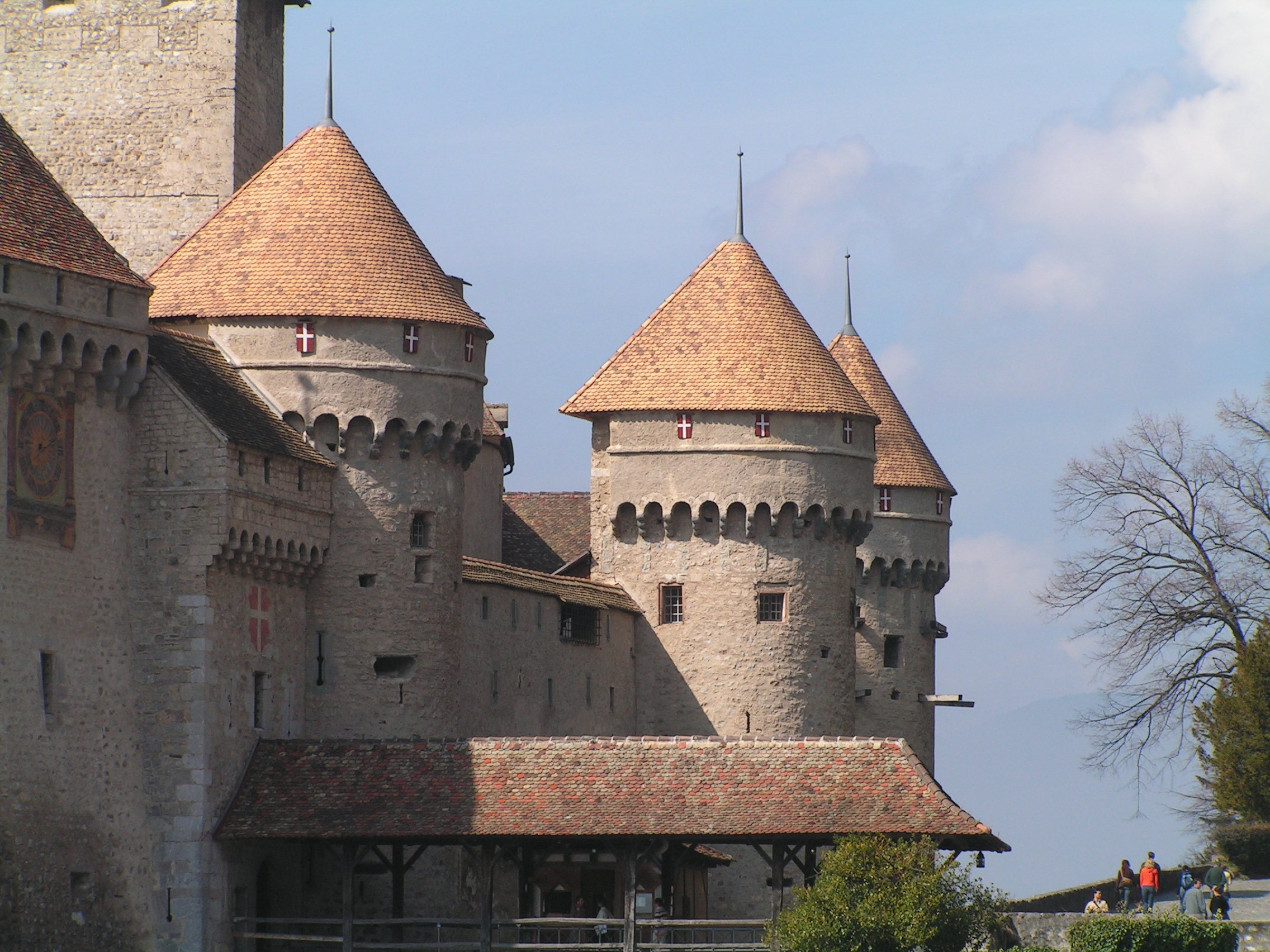
Waltorens in de kasteelmuur van het Kasteel van Chillon (Zwitserland)

Een waltoren of muurtoren is een weertoren in een vestingmuur ("wal") van een stad of kasteel. Het was de middeleeuwse voorloper van het bolwerk of bastion.
Vanaf een waltoren kon flankeringsvuur gegeven worden om de muur en het aangrenzend terrein te verdedigen. In een waltoren zaten een aantal schietgaten, vaak ook aan de voet van de muur, om de vijand vanuit een veilige positie te kunnen beschieten.
De torens staken uit boven de muur. Als de vijand de muur had beklommen kon de walgang (de loopgang boven op de muur) vanuit de toren aangevallen worden. Sommige waltorens werden zelfs voorzien van een ophaalbrug zodat ze afgesloten konden worden van de walgang.
De uitvinding van het kanon maakte de waltorens overbodig; ze waren niet bestendig tegen kanonskogels. Sommige waltorens kregen nog een tweede leven als rondeel zodat er een kanon op geplaatst kon worden.

## Waltorens in Nederland
Met het afbreken van de vestingwerken rond steden zijn ook de meeste waltorens verdwenen. Ze werden tegelijkertijd met de vestingmuren afgebroken, bleven staan als ruïnes of kregen een andere bestemming, om later alsnog afgebroken te worden. In Wyck-Maastricht werd de imposante Wycker Kruittoren gesloopt omdat de pastoor van de naastgelegen kerk de toren vond misstaan bij het nieuwe kerkgebouw. De Bolkstoren in Arnhem bijvoorbeeld bleef staan en werd, nadat hij in 1944 in de Slag om Arnhem zwaar beschadigd was, in de jaren zeventig geheel afgebroken. Swych Utrecht in Amsterdam werd omgebouwd tot hotel, dat eind 19e eeuw werd gesloopt om plaats te maken voor het huidige Doelen Hotel.
In Leiden bleef de muurtoren Oostenrijk gespaard, maar een naastgelegen waltoren, Bourgondië genaamd, werd in 1866 wel afgebroken. In Nijmegen bleef de 15e-eeuwse waltoren de Belvédère staan bij de afbraak van de vestingmuren in 1874. Ook zijn bij de Kronenburgertoren nog waltorens bewaard gebleven. In Maastricht staat de Jekertoren, onderdeel van de eerste stadsmuur van Maastricht, min of meer tegenover de Maaspunttoren op de Wycker Maasoever. Van de circa veertig muurtorens van de tweede stadsmuur van Maastricht bestaan er nog zeven, waarvan de Pater Vincktoren de bekendste is. In Delft zijn eveneens meerdere waltorens bewaard gebleven: de Bagijnetoren, Sint-Huybrechtstoren en Rietveldse Toren. In Amersfoort is de Plompe- of Dieventoren tegenwoordig onderdeel van de Muurhuizen en zijn er daarnaast nog fundamenten van waltorens te zien in het Plantsoen Oost. In Zutphen bleef een kwart van de oorspronkelijke muurtorens uit de 13e en 14e eeuw bewaard: twee muurtorens aan de Armenhage, een aan de Bornhovestraat, een aan de Geweldigershoek, een restant aan de Tengnagelshoek en de Kruittoren. Uit 1457 dateert voorts de Bourgonjetoren (geschutstoren).

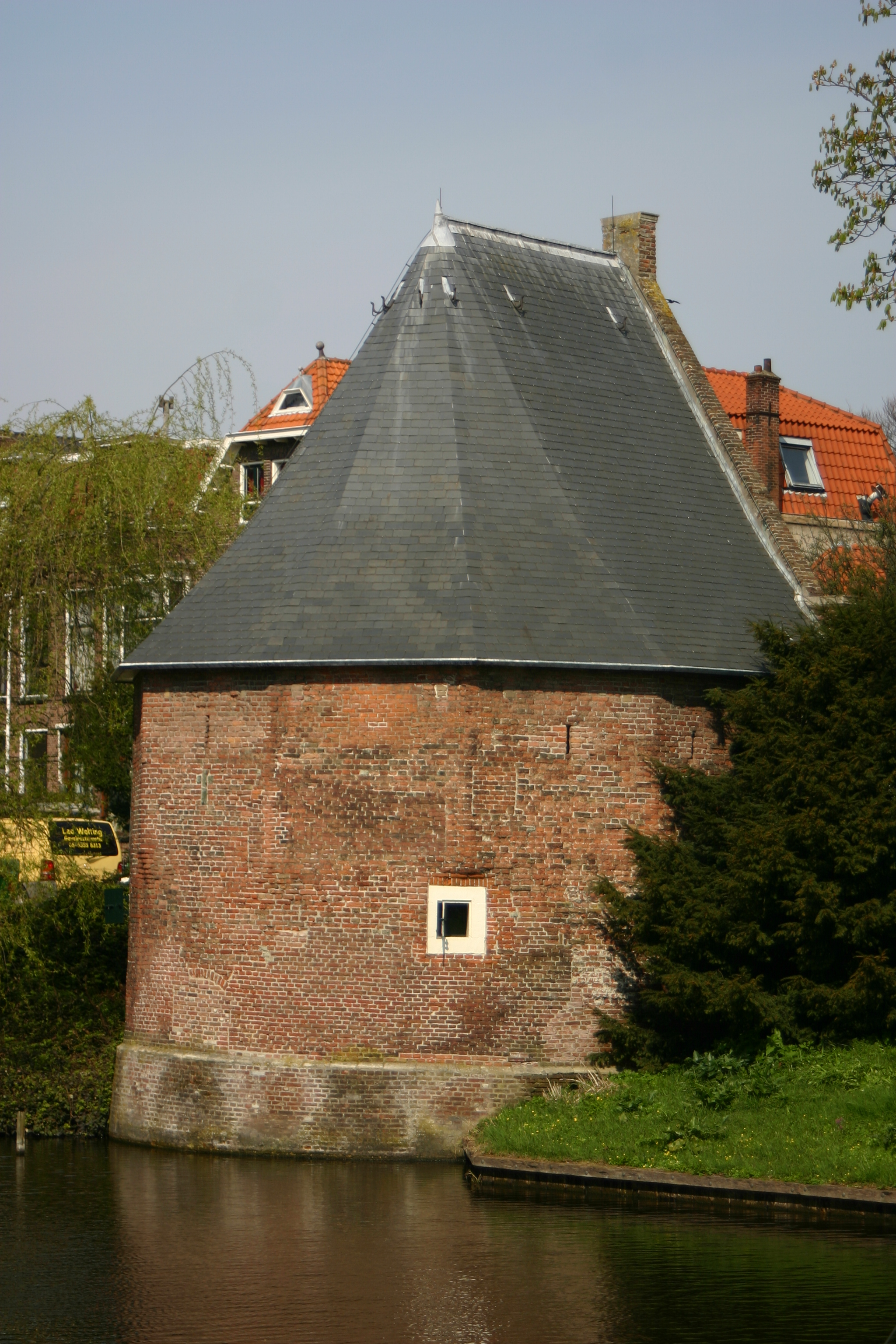
Muurtoren Oostenrijk, Leiden
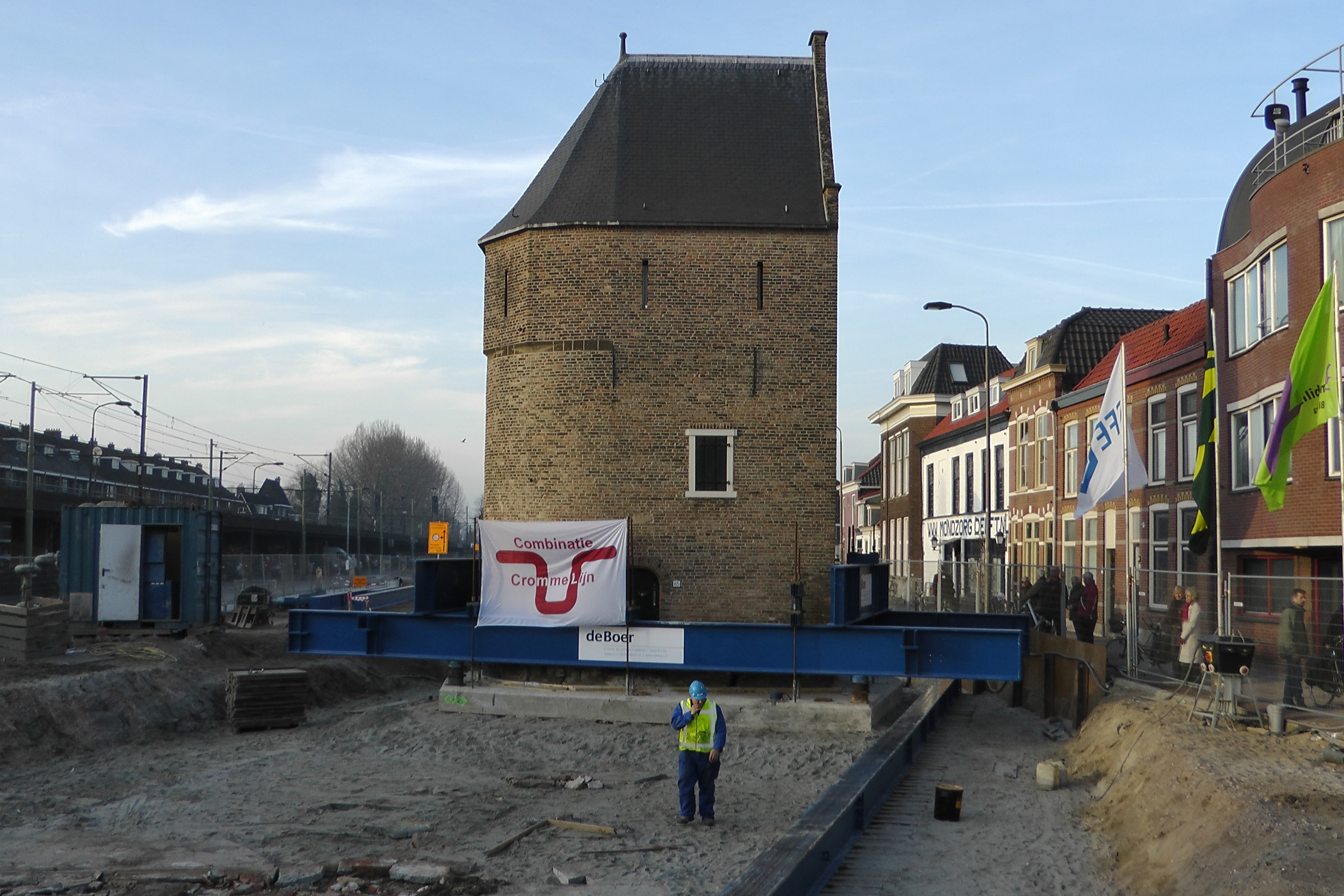
Bagijnetoren, Delft
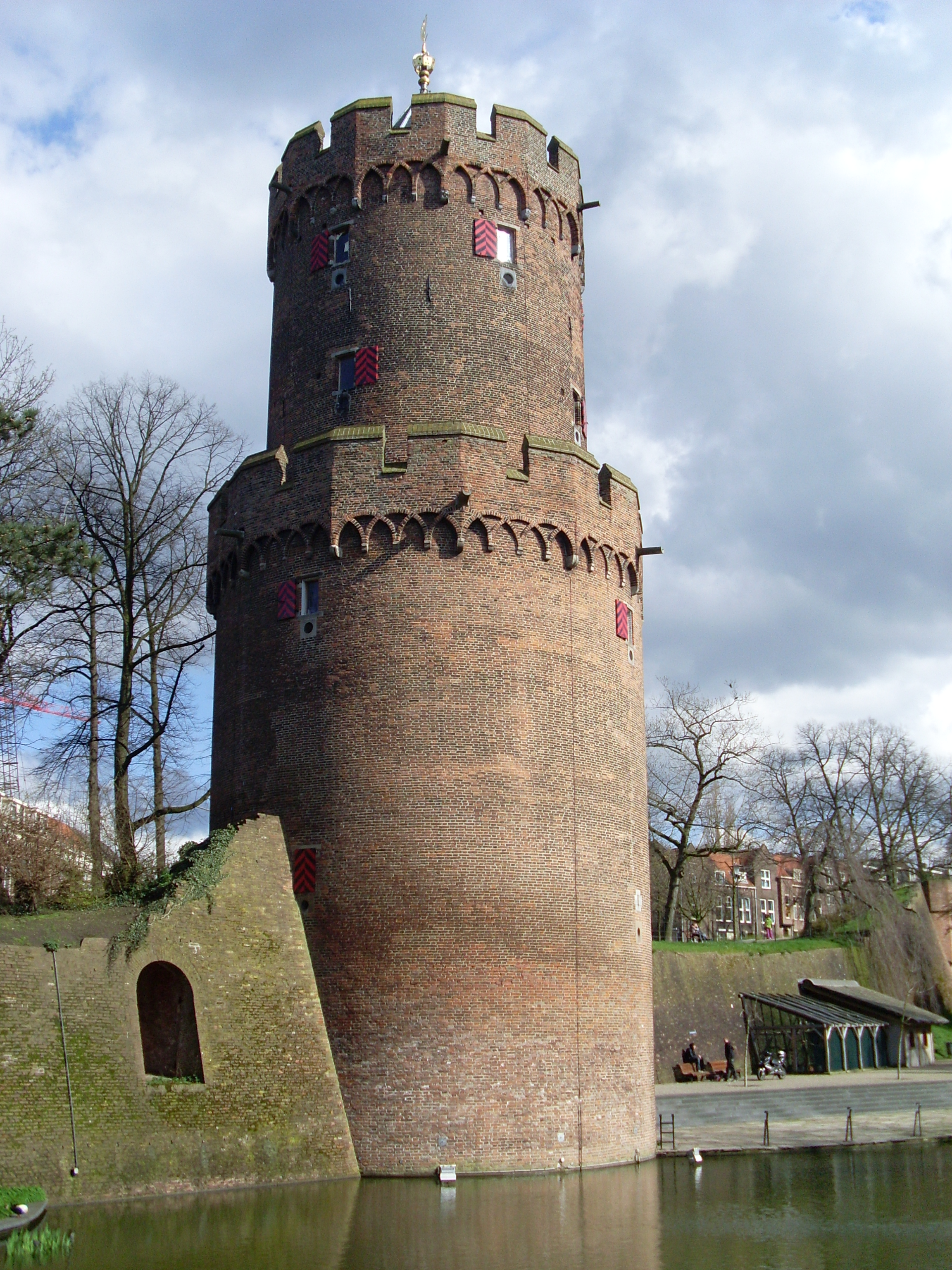
Kruittoren, Nijmegen
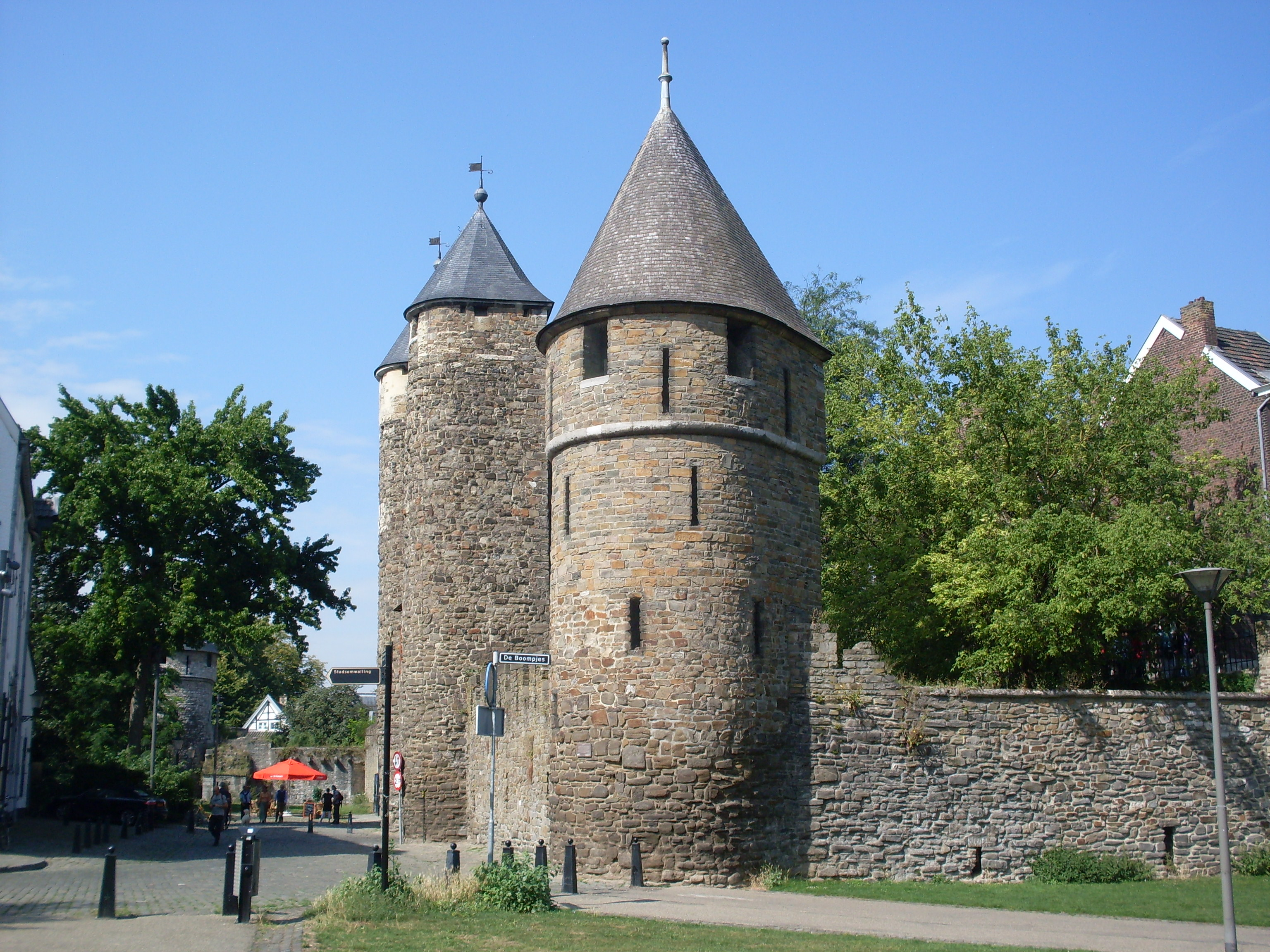
Jekertoren, Maastricht